# 14901 Hidatakayama
14901 Hidatakayama eller 1992 SH är en asteroid i huvudbältet som upptäcktes 21 september 1992 av de båda japanska astronomerna Kazuro Watanabe och Masayuki Yanai vid Kitami-observatoriet. Den är uppkallad efter den japanska staden Takayama.
Asteroiden har en diameter på ungefär 7 kilometer och den tillhör asteroidgruppen Eunomia.